# Charlotte's Web
Charlotte's Web (Brasil: A menina e o porquinho / Portugal: A teia da Carlota) é um livro infantil escrito pelo autor americano E. B. White, sobre um porco chamado Wilbur e uma aranha chamada Charlotte. O livro foi publicado em 1952, com ilustrações de Garth Williams.
O livro conta a história de um porco chamado Wilbur e a sua amizade com uma aranha chamada Charlotte. Quando Wilbur está em perigo de ser abatido por um agricultor, com ajuda de Charlotte que escreve mensagens elogiando Wilbur em sua teia (como "porco incrível"), e outros animais do celeiro, eles tentam persuadir os agricultores a deixá-lo viver.
Escrito em tom seco, sob a forma de White, Charlotte's Web é considerado um clássico da literatura infantil, agradável para adultos e crianças. A descrição da experiência dos movimentos oscilante sobre uma corda balançar sobre a fazenda é um exemplo frequentemente citado no ritmo da escrita, o ritmo das frases da proposta reflecte o swing. Publishers Weekly listou o livro como o melhor livro infantil de vendas de todos os tempos depois de 2000.
Charlotte's Web foi adaptada a um desenho animado realizado pelo estúdio de animação Hanna-Barbera Productions e Paramount Pictures em 1973. Paramount divulgou uma sequela direct-to-video , Charlotte's Web 2: Wilbur's Great Adventure nos E.U. em 2003 (Universal lançou o filme internacionalmente). Uma versão cinematográgica da história (Charlotte's Web (2006)) de E. B. White foi lançada em 15 de Dezembro de 2006. Um videogame desta adaptação foi também lançado em 12 de dezembro.

## Sinopse
Depois de evitar que um porco seja abatido por ser nanico (anão), uma menina chamada Fern adota-o e o chama de Wilbur. No entanto, ela é obrigada a separar-se do porco e levá-lo para a fazenda do seu tio, Homer Zucherman. Fern continua tendo uma ligação mútua com Wilbur, mas ele é esnobado pelos outros animais do celeiro. No entanto, ele descobre uma voz invisível que promete fazer amizade com ele, prometendo se revelar ao amanhecer. Wilbur descobre que a voz é de uma aranha chamada Charlotte, e faz amizade com Charlotte.
Ao descobrir que corre risco de ser abatido, Charlotte faz um plano para tentar salvar a sua vida. No dia seguinte, de manhã, os Zuckermans descobrem uma teia com as palavras porco incrível, atraindo uma grande notoriedade e publicidade. Entretanto, as chances de sobrevivência de Wilbur podem ser reforçadas se outros milagres semelhantes ocorressem. Por isso, Charlotte pede ajuda ao rato Templeton para procurar palavras de inspiração para as mensagens na teia.

À medida que o tempo passa, mais palavras começam a aparecer nas teias de aranha elogiando Wilbur e dizendo que ele é especial. Logo, Wilbur vai para a feira agropecuária, junto com Charlotte e o guloso Templeton, que só foi convencido a ir à feira por causa dos alimentos descartados ao longo da feira. Logo depois, Charlotte tece um saco contendo seus ovos - que ela se refere como a sua "obra prima" - que é fortemente vigiado por Wilbur. No entanto, o porco fica triste ao Charlotte informar a sua morte iminente.

Desolado, Wilbur guarda o saco de ovos deixado por Charlotte antes de sua morte. Porém, Wilbur se entristece ainda mais quando as aranhas vão embora logo após o seu nascimento, deixando apenas três filhotes jovens demais. Satisfeito por ter feito novos amigos após a morte de Charlotte, Wilbur dá às três aranhas os nomes de Joy, Nellie, e Aranea. O livro conclui-se mencionando que mais e mais gerações de aranhas fizeram amizade e companhia com Wilbur, que agora está salvo da morte.